# Forces du renouveau
Les Forces du renouveau sont un regroupement politique de la République démocratique du Congo dirigé par Antipas Mbusa Nyamwisi nommé en 2007 ministre d’État, ministre des Affaires étrangères et de la Coopération internationale, et Olivier Kamitatu, ministre du Plan dans le gouvernement Gizenga.
Les principaux partis politiques qui composent ce regroupement sont : 
- l’Alliance pour le renouveau au Congo (ARC) ;
- le Rassemblement congolais pour la démocratie / Kisangani / Mouvement de libération (RCD/K/ML) ;
- Démocratie chrétienne et fédéraliste / Nyamwisi (DCF/N).

Les Forces du renouveau occupent une place primordiale dans la scène politique congolaise. Ce regroupement politique a obtenu six postes au sein du Gouvernement, dont trois ministres et trois vice-ministres :
- Antipas Mbusa Nyamwisi ministre d’État, ministre des Affaires étrangères et de la Coopération internationale ;
- Olivier Kamitatu Etsu ministre du Plan ;
- Simon Mboso Kiamputu ministre de l’Industrie ;
- Colette Tshombe vice-ministre chargé des Congolais de l’étranger ;
- Nelson Paluku Syayipuma vice-ministre à la Défense ;
- Vincent Okoyo Nembe vice-ministre à la Fonction publique.

Au Parlement, les Forces du renouveau ont obtenu vingt-huit sièges à l’Assemblée nationale et 7 au Sénat.
Les Forces du renouveau obtiennent aussi le poste de gouverneur de la province du Nord Kivu avec Julien Paluku Kahongya du RCD/K/ML.